# Herz und Mund und Tat und Leben (BWV 147a)
Herz und Mund und Tat und Leben (Le cœur, et la bouche, et l'action, et la vie) (BWV 147a), est une cantate religieuse de Johann Sebastian Bach composée à Weimar en 1716 pour le quatrième dimanche de l'Avent et jouée pour la première fois le 20 décembre en la chapelle ducale. Le Kantor composa une autre cantate pour la même destination liturgique : la BWV 132. Cette cantate originale ne contient pas le choral bien connu : « Jesus bleibet meine Freude »
Cette cantate est à l'origine de la beaucoup plus célèbre Herz und Mund und Tat und Leben, BWV 147 en 1723.
Le texte est de Salomon Franck.
La musique de cette cantate originale a été perdue.

## Structure
Il y a six mouvements :
1. chorus : Herz und Mund und Tat und Leben
2. aria: Schäme dich, o Seele nicht
3. aria: Hilf, Jesu, hilf, dass ich auch dich bekenne
4. aria: Bereite dir, Jesu, noch heute die Bahn
5. aria: Lass mich der Rufer Stimme hören
6. choral: Dein Wort lass mich bekennen